# 李榘

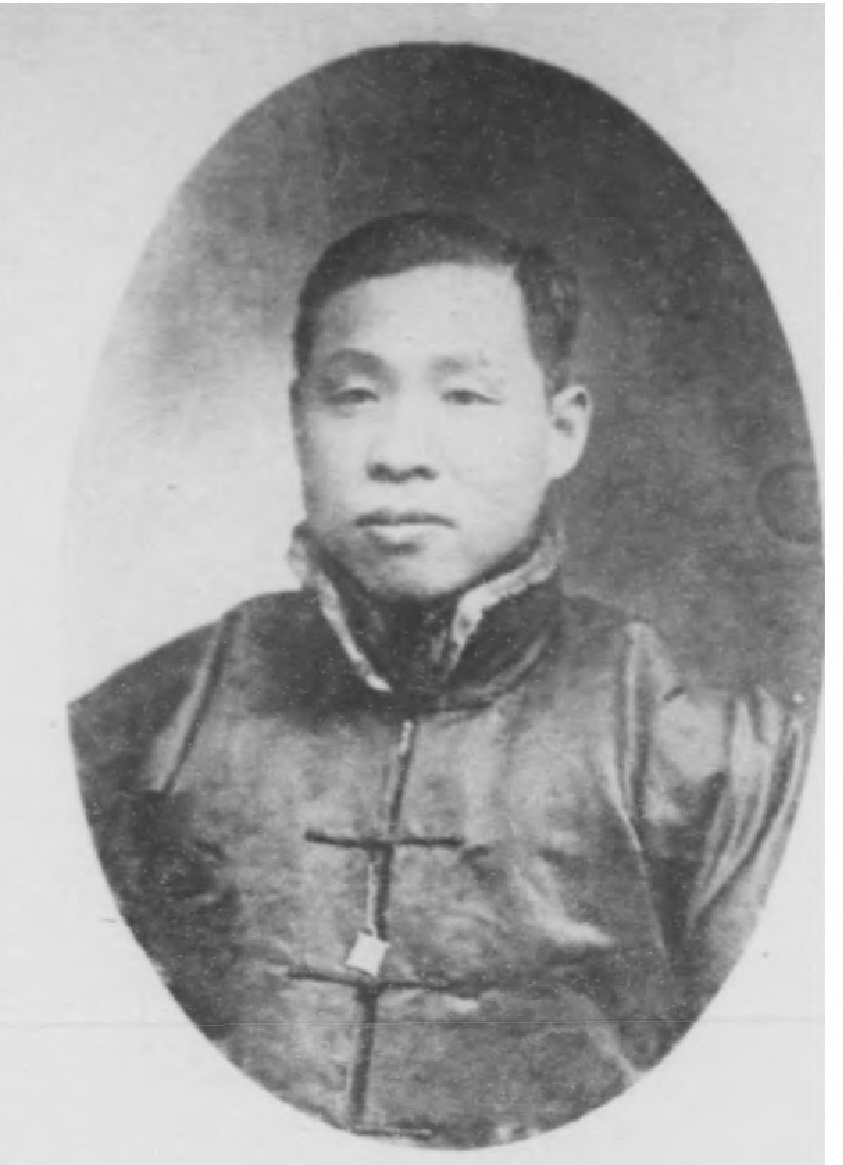
李榘的個人近照

李榘（1869年？—？），字訪漁，直隸束鹿縣人。清末民初政治人物，法学家。

## 生平
光緒三十年（1904年）中式甲辰科二甲進士。選翰林院庶吉士，后授侍读衔翰林院編修。其间，1905年他任《束鹿县乡土志》总校。光绪三十三年（1907年）他被派赴日本留学。宣统元年（1909年）他毕业于日本法政大学，同年归国。后来他曾任直隶法律学堂监督、北洋法政学堂监督。宣统元年（1909年），顺直谘议局在天津成立，他任议员。后来他还任资政院议员。其间，他于1910年曾参加张謇发起的三次国会请愿运动。宣统二年九月（1910年10月），第四次国会请愿举行，他在天津积极参加，后来此次请愿被清政府镇压，组织天津学界请愿的温世霖被遣戍新疆。1911年宪友会成立，他是发起人之一。
中华民國成立后，他曾任北京臨時參議院議員、大总统府政治谘议、国会眾議院議員、平政院評事（1914年就任）、約法會議議員（1914年就任）等职。获授中大夫加上大夫衔。1922年曹锟贿选，议员李榘和孙润宇等4人代表各个政团到天津见王承斌，验证贿选支票的真假，并回电告知在北京的议员称贿款真实可信，最后曹锟通过贿选而当选了中华民国大总统。
此后李榘的生平不详。